# Octavio Cabezas Moro
Octavio Cabezas Moro (Oviedo, 1933) és un historiador espanyol. Fill de l'escriptor i periodista Juan Antonio Cabezas Canteli, La seva mare va morir de tifus durant el setge d'Oviedo en la guerra civil espanyola, i el seu pare fou condemnat a mort i empresonat fins 1943. Quan va sortir de la presó ambdós es van instal·lar a Madrid. Es va llicenciar en dret a la Universitat Complutense de Madrid i el 1961 treballà com a professor ajudant de teoria de l'estat a la facultat de Ciències Polítiques de Madrid. De 1963 a 1968 va col·laborar a la Subsecretaria de Turisme i entre 1966 i 1971 col·laborà com a guionista a RTVE escrit els guions per a les sèries de divulgació per a televisió Lo que va de siglo i La huella del hambre, i el 1969 fou director del Gabinet Tècnic del Sindicat Nacional d'Espectacles.
Durant la transició espanyola va ingressar al PSOE, fou cronista parlamentari d'El Socialista i va col·laborar en la campanya electoral de les eleccions generals espanyoles de 1982 elaborant un còmic de la història del partit. El desembre de 1982 fou nomenat Governador civil d'Alacant, càrrec que va ocupar fins al 2 d'agost de 1986. Fou destituït arran l'escàndol en la concessió d'administracions de loteria a parents i membres del partit. Després va continuar treballant per al Ministeri de Treball i fou conseller a l'ambaixada espanyola a Suïssa.
Membre de la Fundació Indalecio Prieto, ha publicat diversos estudis sobre la figura del dirigent socialista històric Indalecio Prieto.

## Obres
- PSOE, Historia del Socialismo español (1982)
- Indalecio Prieto, socialista y español (edit. Edaf, 2005)
- Indalecio Prieto en la Guerra Civil (2017)